# Studebaker Avanti
O Avanti é um veículo coupe de luxo pessoal fabricado e comercializado pela Studebaker Corporation entre junho de 1962 e dezembro de 1963.